# منتخب ألمانيا للكريكت
منتخب ألمانيا الوطني للكريكت (بالألمانية: Deutsche Cricket-Nationalmannschaft)‏ هو ممثل ألمانيا الرسمي في المنافسات الدولية في الكريكت .